# Kipkelion
Kipkelion är en ort i Kenya.   Den ligger i länet Kericho, i den västra delen av landet, 190 km nordväst om huvudstaden Nairobi. Kipkelion ligger 1 961 meter över havet och antalet invånare är 2 952.
Terrängen runt Kipkelion är kuperad. Runt Kipkelion är det ganska tätbefolkat, med 144 invånare per kvadratkilometer. Närmaste större samhälle är Londiani, 14,0 km öster om Kipkelion. Omgivningarna runt Kipkelion är en mosaik av jordbruksmark och naturlig växtlighet.